# Banksia subg. Isostylis
Isostylis
Sous-genre
Classification phylogénétique
Espèces de rang inférieur
- Banksia cuneata
- Banksia ilicifolia
- Banksia oligantha

Banksia subg. Isostylis est un sous-genre de plantes à fleurs du genre Banksia et de la famille des Proteaceae. Il regroupe trois espèces étroitement apparentées, toutes endémiques du Sud-Ouest de l'Australie-Occidentale.  Les taxons du sous-genre Isostylis se distinguent parce qu'ils n'ont pas les grands épis floraux et les infrutescences en forme de « cônes » habituellement caractéristiques du genre Banksia.  Les fleurs sont au contraire groupées en capitules en forme de dôme, semblable à l'inflorescence des espèces du genre Dryandra.
La ressemblance superficielle des inflorescences d'Isostylis avec celles du genre Dryandra a conduit à suggérer que ce sous-genre devait être transféré dans le genre Dryandra.  Cependant, au-delà de cette ressemblance, Isostylis a beaucoup plus de caractères communs avec Banksia qu'avec Dryandra.  Si un changement devait intervenir dans l'avenir, ce serait plus vraisemblablement celui de promouvoir Isostylis au rang de  genre.
On admet généralement que le sous-genre Isostylis fournit un intermédiaire évolutionnaire entre Banksia et Dryandra, mais les détails sont encore discutés.  La plus récente classification taxonomique du genre Banksia est fondée sur l'hypothèse que Banksia constitue le groupe le plus primitif ; que Isostylis est le groupe le plus avancé du genre Banksia; et que Dryandra est encore plus évolué.  Il existe deux autres hypothèses :  la première est que Dryanda serait le groupe le plus primitif, suivi par Isostylis et ensuite par les autres espèces de Banksia ; l'autre est que Isostylis serait le groupe le plus primitif, et que Dryandra et Banksia ont coévolué à partir d'un ancêtre du type Isostylis.
Il y a trois espèces de  Banksia subg. Isostylis.  Le banksia à feuilles de houx, Banksia ilicifolia, est largement distribué et relativement commun. Les deux autres espèces, Banksia cuneata et Banksia oligantha, sont rares et menacées, et sont protégées dans le cadre de la loi australienne sur la protection de l'environnement et la préservation de la biodiversité de 1999.